# Hans-Theodor Schmidt
Pour les articles homonymes, voir Schmidt et Hans Schmidt.
Hans Hermann Theodor Schmidt (25 décembre 1899 à Höxter - 27 juin 1951 à Landsberg am Lech) était un officier allemand de la SS qui occupa les fonctions de commandant adjoint du camp de Buchenwald de 1942 à 1945.

## Biographie
Il termine son école secondaire et s'engage en 1917 dans la Première Guerre mondiale. De 1919 à 1920, il est engagé dans la Reichswehr. Il fait un apprentissage commercial et travaille comme marchand aux Pays-Bas et en Belgique.
En 1932, il s'engage à la NSDAP et dans les SS en 1935. Il est membre de la Waffen-SS et, de 1940 à 1941, travaille au camp de concentration de Hinzert. En novembre 1941, il a été transféré au camp de concentration de Buchenwald. D'avril à septembre 1942, il est adjudant, devenant commandant adjoint du camp de septembre 1942 jusqu'en avril 1945. 
En mai 1945, il est arrêté par l'armée américaine. Le 14 septembre 1945, il sort du camp de prisonniers de guerre de Bad Aibling en Bavière pour le camp d'internement civil à Freising. Le 17 septembre 1945, il est au bureau américain à Oberursel. Le 11 avril 1947, il comparait en première instance avec 30 accusés chargés de Buchenwald, avec le commandant du camp Hermann Pister et d'autres membres du personnel du camp, jugés lors du procès de Buchenwald. En raison de sa responsabilité de surveiller et de gérer toutes les exécutions entre 1942 et 1945, il est condamné le 14 août 1947 à la peine de mort par pendaison.  
La peine de mort est confirmée pour le 31 janvier 1951 par le commandant des forces américaines en Europe, le général Thomas Handy.
Le 7 juin 1951, sa demande de clémence est rejetée par la Cour suprême des États-Unis, il est exécuté dans la prison de Landsberg. Le 9 juin 1951, son corps est transféré dans sa ville natale de Höxter. 5 000 personnes étaient à l'enterrement, y compris de nombreux anciens membres de la SS.